# Campeonato Europeu de Futebol de 2016
O Campeonato Europeu de Futebol de 2016, mais referido como Euro 2016, foi a 15.ª edição do Campeonato Europeu de seleções masculinas de futebol organizado pela UEFA.
Pela primeira vez, o Campeonato Europeu foi disputado por 24 seleções ocorrendo assim a expansão do formato de 16 equipas que era usado desde 1996 Sob este novo formato, os classificados competiram numa fase de grupos contendo seis grupos de quatro equipas cada, seguido por uma fase de eliminação com três fases e a final. Como anfitriã, a França teve classificação automática para o torneio, enquanto as outras 53 seleções competiram nas eliminatórias, de setembro de 2014 a novembro de 2015, para assegurar as 23 vagas remanescentes. Junto a estas seleções, estão a então bicampeã Espanha e, pela primeira vez desde a sua afiliação à UEFA, Gibraltar.
A França foi escolhida como sede a 28 de maio de 2010, quando a sua candidatura venceu a da Itália e a da Turquia. As partidas foram jogadas em dez estádios entre nove cidades: Bordéus, Lens, Villeneuve-d'Ascq, Lyon, Marselha, Nice, Paris, Saint-Étienne e Toulouse. Foi a terceira vez que a França organizou o torneio, em que duas foram em 1960 e em 1984, sendo que a Seleção Francesa ganhou o torneio duas vezes: em 1984 e em 2000.
Como vencedor, Portugal ganhou o direito de jogar no Campeonato das Confederações de 2017 com sede na Rússia.

## Escolha da sede

Os países candidatos

Quatro candidatas vieram antes do prazo final a 9 de março de 2009, que eram a França, Itália e Turquia como candidatas sós e Noruega e Suécia como candidatas em conjunto. Estas últimas desistiram de concorrer em dezembro de 2009.
A sede foi escolhida a 28 de maio de 2010.
Resultado dos votos
| Federações candidatas | 1.a rodada | 2.a rodada |
| --------------------- | ---------- | ---------- |
| França                | 43         | 7          |
| Turquia               | 38         | 6          |
| Itália                | 23         | Eliminada  |
| Votos totais          | 104        | 13         |

Por causa das suas nacionalidades, Michel Platini, Şenes Erzik e Giancarlo Abete não puderam participar nas votações.

## Eliminatórias
O sorteio das eliminatórias ocorreu no Palais des Congres Acropolis em Nice a 23 de fevereiro de 2014. Os jogos das eliminatórias começaram em setembro de 2014. Com a expansão para 24 equipas, países do meio do ranking têm uma oportunidade muito maior de se classificarem para o torneio do que anteriormente.
Um total de 53 equipas disputaram as 23 vagas e juntaram-se à anfitriã França. Os potes foram formados com base nos coeficientes de seleções da UEFA, com a campeã da Euro 2012 a Espanha e a anfitriã França automaticamente entrarão no topo. As 53 seleções foram sorteadas em oito grupos de seis equipas e um grupo de cinco equipas. Os vencedores dos grupos, os segundo colocados e o melhor terceiro colocado (com os resultados contra o sexto colocado descartados) classificam-se diretamente para as finais. Os restantes oito terceiros colocados irão disputar a "repescagem" de ida e volta para determinar os últimos quatro classificados.
Anteriormente, Gianni Infantino declarou em março de 2012 que a UEFA iria rever as eliminatórias para garantir que ela não seja "chata". Em setembro de 2011, durante a primeira reunião estratégica da UEFA, Michel Platini propôs um formato de eliminatórias envolvendo duas fases de grupos, mas a proposta não foi aceita pelos membros associados. Em maio de 2013, Platini confirmou que um formato similar para as eliminatórias seria discutido a reunião do comité executivo da UEFA em setembro de 2013, em Dubrovnik.

### Equipas classificadas
Em negrito estão as edições em que a seleção foi campeã em itálico estão as edições em que a seleção foi anfitriã.
| País             | Método de qualificação | Data de qualificação   | Participações                                                         |
| ---------------- | ---------------------- | ---------------------- | --------------------------------------------------------------------- |
| França           | Anfitriã               | 28 de maio de 2010     | 08 (1960, 1984, 1992, 1996, 2000, 2004, 2008, 2012)                   |
| Inglaterra       | Grupo E (campeão)      | 5 de setembro de 2015  | 08 (1968, 1980, 1988, 1992, 1996, 2000, 2004 e 2012)                  |
| Tchéquia [a]     | Grupo A (campeão)      | 6 de setembro de 2015  | 08 (1960, 1976, 1980, 1996, 2000, 2004, 2008 e 2012)                  |
| Islândia         | Grupo A (vice-campeão) | 6 de setembro de 2015  | Estreante                                                             |
| Áustria          | Grupo G (campeão)      | 8 de setembro de 2015  | 01 (2008)                                                             |
| Irlanda do Norte | Grupo F (campeão)      | 8 de outubro de 2015   | Estreante                                                             |
| Portugal         | Grupo I (campeão)      | 8 de outubro de 2015   | 06 (1984,1996, 2000, 2004, 2008, 2012)                                |
| Espanha          | Grupo C (campeão)      | 9 de outubro de 2015   | 09 (1964, 1980, 1984, 1988, 1996, 2000, 2004, 2008, 2012)             |
| Suíça            | Grupo E (vice-campeão) | 9 de outubro de 2015   | 03 (1996, 2004, 2008)                                                 |
| Itália           | Grupo H (campeão)      | 10 de outubro de 2015  | 08 (1968, 1980, 1988, 1996, 2000, 2004, 2008, 2012)                   |
| Bélgica          | Grupo B (campeão)      | 10 de outubro de 2015  | 04 (1972, 1980, 1984, 2000)                                           |
| País de Gales    | Grupo B (vice-campeão) | 10 de outubro de 2015  | Estreante                                                             |
| Romênia          | Grupo F (vice-campeão) | 11 de outubro de 2015  | 04 (1984, 1996, 2000, 2008)                                           |
| Albânia          | Grupo I (vice-campeão) | 11 de outubro de 2015  | Estreante                                                             |
| Alemanha         | Grupo D (campeão)      | 11 de outubro de 2015  | 11 (1972, 1976, 1980, 1984, 1988, 1992, 1996, 2000, 2004, 2008, 2012) |
| Polónia          | Grupo D (vice-campeão) | 11 de outubro de 2015  | 02 (2008, 2012)                                                       |
| Rússia [b]       | Grupo G (vice-campeão) | 12 de outubro de 2015  | 10 (1960, 1964, 1968, 1972, 1988, 1992, 1996, 2004, 2008, 2012)       |
| Eslováquia       | Grupo C (vice-campeão) | 12 de outubro de 2015  | Estreante                                                             |
| Croácia          | Grupo H (vice-campeão) | 13 de outubro de 2015  | 04 (1996, 2004, 2008, 2012)                                           |
| Turquia          | Melhor 3° colocado     | 13 de outubro de 2015  | 03 (1996, 2000, 2008)                                                 |
| Hungria          | Repescagem             | 15 de novembro de 2015 | 02 (1964, 1972)                                                       |
| Irlanda          | Repescagem             | 16 de novembro de 2015 | 02 (1988, 2012)                                                       |
| Ucrânia          | Repescagem             | 17 de novembro de 2015 | 01 (2012)                                                             |
| Suécia           | Repescagem             | 17 de novembro de 2015 | 05 (1992, 2000, 2004, 2008, 2012)                                     |

Notas
[a] ^ : A República Checa pelo período de 1960-80 competiu como Checoslováquia.
[b] ^ : A Rússia pelo período de 1960-92 competiu como URSS.

### Sorteio final
O sorteio final dos grupos foi no Palais des Congrès de Paris a 12 de dezembro de 2015.
A anfitriã França ocupou a posição 1 no Grupo A e a campeã Espanha também teve garantida a presença no Pote 1, independentemente do lugar que ocupava no "ranking".
| Pote 1 | Pote 2 | Pote 3 | Pote 4 |
| --- | --- | --- | --- |
| - França (33.599) - Espanha (37.962) - Alemanha (40.236) - Inglaterra (35.963) - Portugal (35.138) - Bélgica (34.442) | - Itália (34.345) - Rússia (31.345) - Suíça (31.254) - Áustria (30.932) - Croácia (30.642) - Ucrânia (30.313) | - Tchéquia (29.403) - Suécia (29.028) - Polónia (28.306) - Romênia (28.038) - Eslováquia (27.171) - Hungria (27.142) | - Turquia (27.033) - Irlanda (26.902) - Islândia (25.388) - País de Gales (24.531) - Albânia (23.216) - Irlanda do Norte (22.961) |

## Identidade

### Logótipo
O logótipo do Euro 2016 foi apresentado a 26 de junho de 2013 por Michel Platini, então presidente da UEFA no pavilhão Cambon Capucines em Paris. Num comunicado, a UEFA explica que "o objetivo é de associar a criatividade que caracteriza a cultura francesa assim como a beleza do futebol e de dar à UEFA Euro 2016 a sua identidade própria. Isto contribui em meter em valor o prestigio de um dos mais importantes eventos desportivos do planeta e dando-lhe uma identidade facilmente reconhecível".  Foi concebido por a agência Portuguesa Brandia Central também responsável pelo logo da Euro 2012.
Inspirado do tema Celebrar a arte do futebol, o design é bem obscuro e combina com vários movimentos artísticos e diferentes elementos ligados ao futebol. O elemento central do logo é o troféu Henri Delaunay, criador da competição. O azul, o branco e o vermelho, cores da bandeira francesa, misturam-se igualmente a linhas e formas delicadas a fim de produzir um estilo contemporâneo e obscuro.

### Slogan
O slogan foi revelado em Marselha em 18 de outubro de 2013. Foi escolhido o slogan Le Rendez-Vous (O Encontro). Os organizadores querem dar ao torneio do Euro 2016, um espírito unificado dos espectadores e dos atores afim de celebrar a arte do futebol, o mais alto nível do continente europeu. Este novo logo substitui o utilizado durante a campanha de candidatura à organização do campeonato.

### Mascote

O Super Victor

A mascote do Euro 2016 foi definida a 18 de novembro de 2014. Após votação na Internet foi decidido, a 30 de novembro de 2014, que o nome da mascote será Super Victor.
O nome Super Victor é baseado na palavra vitória. O rapaz retratado na figura ganhou os seus super-poderes após encontrar uma capa mágica, chuteiras e ainda uma bola oficial do Euro 2016.

### Bola
Pela primeira vez, as fases de qualificação do euro têm uma bola especialmente dedicada. Ela foi revelada no mês de agosto de 2014 pela marca Adidas. Foi baseada sobre as tecnologias da Brazuca - nome da bola utilizada durante o Campeonato do Mundo de Futebol de 2014 no Brasil.

## Árbitros
No dia 1 de março de 2016 foram escolhidos os dezoito árbitros que dirigiram os cinquenta e um jogos da competição.
| Árbitros             | Assistentes                                                     |
| -------------------- | --------------------------------------------------------------- |
| ENG Martin Atkinson  | ENG Michael Mullarkey ENG Stephen Child ENG Gary Beswick •      |
| GER Felix Brych      | GER Mark Borsch GER Stefan Lupp GER Marco Achmüller •           |
| TUR Cüneyt Çakır     | TUR Bahattin Duran TUR Tarık Ongun TUR Mustafa Emre Eyisoy •    |
| ENG Mark Clattenburg | ENG Simon Beck ENG Jake Collin ENG Stuart Burt •                |
| SCO William Collum   | IRL Damien MacGraith SCO Francis Connor SCO Douglas Ross •      |
| SWE Jonas Eriksson   | SWE Mathias Klasenius SWE Daniel Wärnmark SWE Mehmet Culum •    |
| ROM Ovidiu Hațegan   | ROM Octavian Șovre ROM Sebastian Gheorghe ROM Radu Ghinguleac • |
| RUS Sergei Karasev   | RUS Tikhon Kalugin RUS Nikolai Golubev •                        |
| HUN Viktor Kassai    | HUN György Ring HUN Vencel Tóth HUN István Albert •             |
| CZE Pavel Královec   | SVK Roman Slyško CZE Martin Wilczek CZE Tomáš Mokrusch •        |

| Árbitros                                             | Assistentes                                                                             |
| ---------------------------------------------------- | --------------------------------------------------------------------------------------- |
| NED Björn Kuipers                                    | NED Sander van Roekel NED Erwin Zeinstra NED Mario Diks •                               |
| POL Szymon Marciniak                                 | POL Paweł Sokolnicki POL Tomasz Listkiewicz POL Radosław Siejka•                        |
| SRB Milorad Mažić                                    | SRB Milovan Ristić SRB Dalibor Đurđević SRB Nemanja Petrović •                          |
| NOR Svein Oddvar Moen                                | NOR Kim Haglund NOR Frank Andås NOR Sven Erik Midthjell •                               |
| ITA Nicola Rizzoli                                   | ITA Elenito Di Liberatore ITA Mauro Tonolini ITA Gianluca Cariolato •                   |
| SVN Damir Skomina                                    | SVN Jure Praprotnik SVN Robert Vukan SVN Bojan Ul •                                     |
| FRA Clément Turpin                                   | FRA Frédéric Cano FRA Nicolas Danos FRA Cyril Gringore •                                |
| ESP Carlos Velasco Carballo                          | ESP Roberto Alonso Fernández ESP Juan Carlos Yuste Jiménez ESP Raúl Cabañero Martínez • |
| BLR Aleksei Kulbakov • GRE Anastasios Sidiropoulos • | BLR Vitali Maliutsin • GRE Damianos Efthymiadis •                                       |

• Árbitro Reserva

## Estádios
Inicialmente, doze estádios foram apresentados para a campanha da França, escolhidos a 28 de maio de 2010. Estes estádios deveriam ser cortados até chegar a nove até o final de maio de 2011, mas foi sugerido em junho de 2011 que onze estádios deveriam ser usados. A Federação Francesa de Futebol teve que escolher quais nove estádios seriam utilizados. A escolha dos sete primeiros foi indiscutível - o estádio da seleção francesa, Stade de France, quatro estádios recém construídos em Lille, Lyon, Nice e Bordéus e aqueles das maiores cidades, Paris e Marselha. As duas últimas vagas, depois de Estrasburgo sair da escolha por razões financeiras seguidas de relegação, foram designadas para Lens e Nancy na primeira rodada de votação, em vez de Saint-Étienne e Toulouse, escolhidos como estádios reservas. Em junho de 2011, o número de sub-sedes foi aumentado para onze por causa do novo formato do torneio com 24 participantes. A decisão fez com que as cidades reservas de Toulouse e Saint-Étienne se unissem à lista de sub-sedes. No entanto, em dezembro de 2011, Nancy anunciou a sua retirada do torneio, então nove cidades-sede serão usadas. O Stade de la Beaujoire em Nantes e o Stade de la Mosson em Montpellier, estádios que participaram no Campeonato do Mundo de Futebol de 1998, não foram escolhidos. A lista final das dez sub-sedes foram confirmadas pelo Comité Executivo da UEFA a 25 de janeiro de 2013.
| Saint-Denis 2 5               | Marselha 1 2 3 4                                                                | Lyon 1 2 4 5                      | Lille                         |
| ----------------------------- | ------------------------------------------------------------------------------- | --------------------------------- | ----------------------------- |
| Stade de France               | Stade Vélodrome                                                                 | Parc Olympique Lyonnais           | Stade Pierre-Mauroy           |
| 48° 55′ 28″ N, 2° 21′ 36″ L   | 43° 16′ 11″ N, 5° 23′ 45″ L                                                     | 45° 45′ 56″ N, 4° 58′ 52″ L       | 50° 36′ 43″ N, 3° 07′ 50″ L   |
| Capacidade: 81.338            | Capacidade: 67.500 (Renovado)                                                   | Capacidade: 58.215 (Novo Estádio) | Capacidade: 50.186            |
|                               |                                                                                 |                                   |                               |
|                               | Saint Denis Marselha Lyon Lille Paris Lens Saint-Étienne Toulouse Nice Bordeaux |                                   |                               |
| Paris 1 2 3 4                 | Bordeaux 1 2                                                                    |                                   |                               |
| Parc des Princes              | Estádio Matmut Atlantique                                                       |                                   |                               |
| 48° 50′ 29″ N, 2° 15′ 11″ L   | 44° 53′ 50″ N, 0° 33′ 43″ O                                                     |                                   |                               |
| Capacidade: 47.000 (Renovado) | Capacidade: 42.052 (Novo Estádio)                                               |                                   |                               |
|                               |                                                                                 |                                   |                               |
|                               |                                                                                 |                                   |                               |
| Saint-Étienne 2 4 5           | Nice                                                                            | Lens 2 4                          | Toulouse 1 2                  |
| Stade Geoffroy-Guichard       | Allianz Riviera                                                                 | Stade Félix-Bollaert              | Stadium Municipal             |
| 45° 27′ 39″ N, 4° 23′ 24″ L   | 43° 42′ 25″ N, 7° 11′ 40″ L                                                     | 50° 25′ 58,26″ N, 2° 48′ 53,47″ L | 43° 34′ 59″ N, 1° 26′ 03″ L   |
| Capacidade: 41.965 (Renovado) | Capacidade: 35.624 (Novo Estádio)                                               | Capacidade: 38.223 (Renovado)     | Capacidade: 33.150 (Renovado) |
|                               |                                                                                 |                                   |                               |

Nota: A capacidade figurada é aquela das partidas da Euro 2016, não necessariamente a capacidade total que o estádio suporta.
A 25 de abril de 2014 é desvendado o calendário da competição assim que a competição dos diferentes jogos nos estádios selecionados:
- 7 jogos em Saint-Denis (Stade de France) : 4 jogos de grupo (cujo jogo de abertura) - 1 oitavo de final -  1 quarto de final - a final.
- 6 jogos em Marselha (Stade Vélodrome) : 4 jogos de grupo - 1 quarto de final - 1 meia-final.
- 6 jogos em Décines-Charpieu (Lyon - Parc Olympique Lyonnais) : 4 jogos de grupo - 1 oitavo de final - 1 meia-final.
- 6 jogos em Villeneuve-d'Ascq (Lille - Stade Pierre-Mauroy) : 4 jogos de grupo - 1 oitavo de final - 1 quarto de final.
- 5 jogos em Bordéus (Estádio Matmut Atlantique) : 4 jogos de grupo - 1 quarto de final.
- 5 jogos em Paris (Parc des Princes) : 4 jogos de grupo - 1 oitavo de final.
- 4 jogos em Saint-Étienne (Stade Geoffroy-Guichard) : 3 jogos de grupo - 1 oitavo de final.
- 4 jogos em Nice (Allianz Riviera) : 3 jogos de grupo - 1 oitavo de final.
- 4 jogos em Lens (Stade Félix-Bollaert) : 3 jogos de grupo - 1 oitavo de final.
- 4 jogos em Toulouse (Stadium Municipal) :  3 jogos de grupo - 1 oitavo de final.

↑1  – Sub-sede na Campeonato do Mundo FIFA de 1998
↑2  – Sub-sede no Campeonato do Mundo FIFA de 1998
↑3  – Sub-sede na Campeonato Europeu de Futebol de 1960
↑4  – Sub-sede na Campeonato Europeu de Futebol de 1984
↑5  – Sub-sede na Copa das Confederações FIFA de 2003
↑6  – Todas as capacidades são estimadas.

## Transmissão

### Em Portugal
Em Portugal o torneio foi emitido pela RTP e Sport TV.

### No Brasil
No Brasil o torneio foi todo transmitido pelos canais SporTV e TV Bandeirantes, tendo a Rede Globo mostrando a partir das oitavas de final.

## Convocações
Cada seleção teve que entregar a lista definitiva dos 23 jogadores, dos quais 3 eram obrigatoriamente guarda-redes (goleiros), até 31 de maio de 2016.

## Fase de grupos
As equipes classificadas nas eliminatórias, somadas à seleção anfitriã, foram divididas em seis grupos (A à F), nos quais quatro equipes se enfrentaram em turno único. As duas melhores classificadas de cada grupo, juntamente com as quatro melhores terceiras colocadas dentre os seis grupos, classificaram-se para os oitavos de final.
|  | Equipes finalistas              |
|  | Equipes finalistas (4 melhores) |
|  | Equipes eliminadas              |

### Grupo A
| Pos | Equipe     | Pts | J | V | E | D | GP | GC | SG | Classificado          |
| --- | ---------- | --- | - | - | - | - | -- | -- | -- | --------------------- |
| 1   | França (H) | 7   | 3 | 2 | 1 | 0 | 4  | 1  | +3 | Equipes classificadas |
| 2   | Suíça      | 5   | 3 | 1 | 2 | 0 | 2  | 1  | +1 | Equipes classificadas |
| 3   | Albânia    | 3   | 3 | 1 | 0 | 2 | 1  | 3  | −2 | Eliminado             |
| 4   | Romênia    | 1   | 3 | 0 | 1 | 2 | 2  | 4  | −2 | Eliminado             |

| 10 de junho | França                 | 2 – 1     | Romênia          | Stade de France, Saint-Denis               |
| 20:00       | Giroud 57' · Payet 89' | Relatório | Stancu 65' (pen) | Público: 75 113 Árbitro: HUN Viktor Kassai |

| 11 de junho | Albânia | 0 – 1     | Suíça    | Stade Félix-Bollaert, Lens                           |
| 15:00       |         | Relatório | Schär 5' | Público: 33 805 Árbitro: ESP Carlos Velasco Carballo |

| 15 de junho | Romênia          | 1 – 1     | Suíça       | Parc des Princes, Paris                     |
| 18:00       | Stancu 18' (pen) | Relatório | Mehmedi 57' | Público: 43 576 Árbitro: RUS Sergei Karasev |

| 15 de junho | França                      | 2 – 0     | Albânia | Stade Vélodrome, Marselha                   |
| 21:00       | Griezmann 90' · Payet 90+6' | Relatório |         | Público: 63 670 Árbitro: SCO William Collum |

| 19 de junho | Romênia | 0 – 1     | Albânia    | Parc Olympique Lyonnais, Lyon               |
| 21:00       |         | Relatório | Sadiku 43' | Público: 49 752 Árbitro: CZE Pavel Královec |

| 19 de junho | Suíça | 0 – 0     | França | Stade Pierre-Mauroy, Lille                 |
| 21:00       |       | Relatório |        | Público: 45 616 Árbitro: SLO Damir Skomina |

### Grupo B
| Pos | Equipe        | Pts | J | V | E | D | GP | GC | SG | Classificado          |
| --- | ------------- | --- | - | - | - | - | -- | -- | -- | --------------------- |
| 1   | País de Gales | 6   | 3 | 2 | 0 | 1 | 6  | 3  | +3 | Equipes classificadas |
| 2   | Inglaterra    | 5   | 3 | 1 | 2 | 0 | 3  | 2  | +1 | Equipes classificadas |
| 3   | Eslováquia    | 4   | 3 | 1 | 1 | 1 | 3  | 3  | 0  | 3º colocado           |
| 4   | Rússia        | 1   | 3 | 0 | 1 | 2 | 2  | 6  | −4 | Eliminado             |

| 11 de junho | País de Gales              | 2 – 1     | Eslováquia | Estádio Matmut Atlantique, Bordeaux            |
| 18:00       | Bale 10' · Robson-Kanu 81' | Relatório | Duda 61'   | Público: 37 831 Árbitro: NOR Svein Oddvar Moen |

| 11 de junho | Inglaterra | 1 – 1     | Rússia               | Stade Vélodrome, Marselha                   |
| 21:00       | Dier 73'   | Relatório | V. Berezutskiy 90+2' | Público: 62 343 Árbitro: ITA Nicola Rizzoli |

| 15 de junho | Rússia        | 1 – 2     | Eslováquia             | Stade Pierre-Mauroy, Lille                 |
| 15:00       | Glushakov 80' | Relatório | Weiss 32' · Hamšík 45' | Público: 38 989 Árbitro: SVN Damir Skomina |

| 16 de junho | Inglaterra                  | 2 – 1     | País de Gales | Stade Félix-Bollaert, Lens               |
| 15:00       | Vardy 56' · Sturridge 90+2' | Relatório | Bale 42'      | Público: 34 033 Árbitro: GER Felix Brych |

| 20 de junho | Rússia | 0 – 3     | País de Gales                         | Stadium Municipal, Toulouse                 |
| 21:00       |        | Relatório | Ramsey 11' · N. Taylor 20' · Bale 67' | Público: 28 840 Árbitro: SWE Jonas Eriksson |

| 20 de junho | Eslováquia | 0 – 0     | Inglaterra | Stade Geoffroy-Guichard, Saint-Étienne               |
| 21:00       |            | Relatório |            | Público: 39 051 Árbitro: ESP Carlos Velasco Carballo |

### Grupo C
| Pos | Equipe           | Pts | J | V | E | D | GP | GC | SG | Classificado          |
| --- | ---------------- | --- | - | - | - | - | -- | -- | -- | --------------------- |
| 1   | Alemanha         | 7   | 3 | 2 | 1 | 0 | 3  | 0  | +3 | Equipes classificadas |
| 2   | Polónia          | 7   | 3 | 2 | 1 | 0 | 2  | 0  | +2 | Equipes classificadas |
| 3   | Irlanda do Norte | 3   | 3 | 1 | 0 | 2 | 2  | 2  | 0  | 3º colocado           |
| 4   | Ucrânia          | 0   | 3 | 0 | 0 | 3 | 0  | 5  | −5 | Eliminado             |

1. 1 2  Empatado no confronto direto (Alemanha 0–0 Polônia). O saldo geral de gols foi usado como critério de desempate.

| 12 de junho | Polónia   | 1 – 0     | Irlanda do Norte | Allianz Riviera, Nice                       |
| 18:00       | Milik 51' | Relatório |                  | Público: 33 742 Árbitro: ROU Ovidiu Hațegan |

| 12 de junho | Alemanha                           | 2 – 0     | Ucrânia | Stade Pierre-Mauroy, Lille                   |
| 21:00       | Mustafi 19' · Schweinsteiger 90+2' | Relatório |         | Público: 43 035 Árbitro: ENG Martin Atkinson |

| 16 de junho | Ucrânia | 0 – 2     | Irlanda do Norte           | Parc Olympique Lyonnais, Lyon               |
| 18:00       |         | Relatório | McAuley 49' · McGinn 90+6' | Público: 51 043 Árbitro: CZE Pavel Královec |

| 16 de junho | Alemanha | 0 – 0     | Polónia | Stade de France, Saint-Denis               |
| 21:00       |          | Relatório |         | Público: 73 648 Árbitro: NED Björn Kuipers |

| 21 de junho | Ucrânia | 0 – 1     | Polónia            | Stade Vélodrome, Marselha                      |
| 18:00       |         | Relatório | Błaszczykowski 54' | Público: 58 874 Árbitro: NOR Svein Oddvar Moen |

| 21 de junho | Irlanda do Norte | 0 – 1     | Alemanha  | Parc des Princes, Paris                     |
| 18:00       |                  | Relatório | Gómez 30' | Público: 44 125 Árbitro: FRA Clément Turpin |

### Grupo D
| Pos | Equipe   | Pts | J | V | E | D | GP | GC | SG | Classificado          |
| --- | -------- | --- | - | - | - | - | -- | -- | -- | --------------------- |
| 1   | Croácia  | 7   | 3 | 2 | 1 | 0 | 5  | 3  | +2 | Equipes classificadas |
| 2   | Espanha  | 6   | 3 | 2 | 0 | 1 | 5  | 2  | +3 | Equipes classificadas |
| 3   | Turquia  | 3   | 3 | 1 | 0 | 2 | 2  | 4  | −2 | Eliminado             |
| 4   | Tchéquia | 1   | 3 | 0 | 1 | 2 | 2  | 5  | −3 | Eliminado             |

| 12 de junho | Turquia | 0 – 1     | Croácia    | Parc des Princes, Paris                     |
| 15:00       |         | Relatório | Modrić 41' | Público: 43 842 Árbitro: SWE Jonas Eriksson |

| 13 de junho | Espanha   | 1 – 0     | Tchéquia | Stadium Municipal, Toulouse                   |
| 15:00       | Piqué 87' | Relatório |          | Público: 29 400 Árbitro: POL Szymon Marciniak |

| 17 de junho | Tchéquia                    | 2 – 2     | Croácia                   | Stade Geoffroy-Guichard, Saint-Étienne        |
| 18:00       | Škoda 76' · Necid 89' (pen) | Relatório | Perišić 37' · Rakitić 59' | Público: 38 376 Árbitro: ENG Mark Clattenburg |

| 17 de junho | Espanha                      | 3 – 0     | Turquia | Allianz Riviera, Nice                      |
| 21:00       | Morata 34', 48' · Nolito 37' | Relatório |         | Público: 33 409 Árbitro: SRB Milorad Mažić |

| 21 de junho | Tchéquia | 0 – 2     | Turquia                | Stade Félix-Bollaert, Lens                  |
| 21:00       |          | Relatório | Yılmaz 10' · Tufan 65' | Público: 32 836 Árbitro: SCO William Collum |

| 21 de junho | Croácia                      | 2 – 1     | Espanha   | Estádio Matmut Atlantique, Bordeaux        |
| 21:00       | N. Kalinić 45' · Perišić 87' | Relatório | Morata 7' | Público: 37 245 Árbitro: NED Björn Kuipers |

### Grupo E
| Pos | Equipe  | Pts | J | V | E | D | GP | GC | SG | Classificado          |
| --- | ------- | --- | - | - | - | - | -- | -- | -- | --------------------- |
| 1   | Itália  | 6   | 3 | 2 | 0 | 1 | 3  | 1  | +2 | Equipes classificadas |
| 2   | Bélgica | 6   | 3 | 2 | 0 | 1 | 4  | 2  | +2 | Equipes classificadas |
| 3   | Irlanda | 4   | 3 | 1 | 1 | 1 | 2  | 4  | −2 | 3º colocado           |
| 4   | Suécia  | 1   | 3 | 0 | 1 | 2 | 1  | 3  | −2 | Eliminado             |

1. 1 2  Resultado confronto direto: Bélgica 0–2 Itália.

| 13 de junho | Irlanda      | 1 – 1     | Suécia           | Stade de France, Saint-Denis               |
| 18:00       | Hoolahan 48' | Relatório | Clark 71' (g.c.) | Público: 73 419 Árbitro: SRB Milorad Mažić |

| 13 de junho | Bélgica | 0 – 2     | Itália                        | Parc Olympique Lyonnais, Lyon                 |
| 21:00       |         | Relatório | Giaccherini 32' · Pellé 90+3' | Público: 55 408 Árbitro: ENG Mark Clattenburg |

| 17 de junho | Itália   | 1 – 0     | Suécia | Stadium Municipal, Toulouse                |
| 15:00       | Éder 88' | Relatório |        | Público: 29 600 Árbitro: HUN Viktor Kassai |

| 18 de junho | Bélgica                         | 3 – 0     | Irlanda | Estádio Matmut Atlantique, Bordeaux       |
| 15:00       | R. Lukaku 48', 70' · Witsel 61' | Relatório |         | Público: 39 493 Árbitro: TUR Cüneyt Çakır |

| 22 de junho | Itália | 0 – 1     | Irlanda   | Stade Pierre-Mauroy, Lille                  |
| 21:00       |        | Relatório | Brady 85' | Público: 44 268 Árbitro: ROU Ovidiu Hațegan |

| 22 de junho | Suécia | 0 – 1     | Bélgica        | Allianz Riviera, Nice                    |
| 21:00       |        | Relatório | Nainggolan 84' | Público: 34 011 Árbitro: GER Felix Brych |

### Grupo F
| Pos | Equipe   | Pts | J | V | E | D | GP | GC | SG | Classificado          |
| --- | -------- | --- | - | - | - | - | -- | -- | -- | --------------------- |
| 1   | Hungria  | 5   | 3 | 1 | 2 | 0 | 6  | 4  | +2 | Equipes classificadas |
| 2   | Islândia | 5   | 3 | 1 | 2 | 0 | 4  | 3  | +1 | Equipes classificadas |
| 3   | Portugal | 3   | 3 | 0 | 3 | 0 | 4  | 4  | 0  | 3º colocado           |
| 4   | Áustria  | 1   | 3 | 0 | 1 | 2 | 1  | 4  | −3 | Eliminado             |

1. 1 2  Empatado no confronto direto (Islândia 1–1 Hungria). O saldo geral de gols foi usado como critério de desempate.

| 14 de junho | Áustria | 0 – 2     | Hungria                  | Estádio Matmut Atlantique, Bordeaux         |
| 18:00       |         | Relatório | Szalai 62' · Stieber 87' | Público: 34 424 Árbitro: FRA Clément Turpin |

| 14 de junho | Portugal | 1 – 1     | Islândia         | Stade Geoffroy-Guichard, Saint-Étienne    |
| 21:00       | Nani 31' | Relatório | B. Bjarnason 50' | Público: 38 742 Árbitro: TUR Cüneyt Çakır |

| 18 de junho | Islândia             | 1 – 1     | Hungria              | Stade Vélodrome, Marselha                   |
| 18:00       | Sigurðsson 40' (pen) | Relatório | Sævarsson 88' (g.c.) | Público: 60 842 Árbitro: RUS Sergei Karasev |

| 18 de junho | Portugal | 0 – 0     | Áustria | Parc des Princes, Paris                     |
| 21:00       |          | Relatório |         | Público: 44 291 Árbitro: ITA Nicola Rizzoli |

| 22 de junho | Islândia                          | 2 – 1     | Áustria    | Stade de France, Saint Denis                  |
| 18:00       | Böðvarsson 18' · Traustason 90+4' | Relatório | Schöpf 60' | Público: 68 714 Árbitro: POL Szymon Marciniak |

| 22 de junho | Hungria                       | 3 – 3     | Portugal                    | Parc Olympique Lyonnais, Lyon                |
| 18:00       | Gera 19' · Dzsudzsák 47', 55' | Relatório | Nani 42' · Ronaldo 50', 62' | Público: 55 514 Árbitro: ENG Martin Atkinson |

### Índice técnico dos terceiros colocados
| Pos | Grp | Equipe           | Pts | J | V | E | D | GP | GC | SG |                                  |
| --- | --- | ---------------- | --- | - | - | - | - | -- | -- | -- | -------------------------------- |
| 1   | B   | Eslováquia       | 4   | 3 | 1 | 1 | 1 | 3  | 3  | 0  | Avançar para a fase eliminatória |
| 2   | E   | Irlanda          | 4   | 3 | 1 | 1 | 1 | 2  | 4  | −2 | Avançar para a fase eliminatória |
| 3   | F   | Portugal         | 3   | 3 | 0 | 3 | 0 | 4  | 4  | 0  | Avançar para a fase eliminatória |
| 4   | C   | Irlanda do Norte | 3   | 3 | 1 | 0 | 2 | 2  | 2  | 0  | Avançar para a fase eliminatória |
| 5   | D   | Turquia          | 3   | 3 | 1 | 0 | 2 | 2  | 4  | −2 | Eliminado                        |
| 6   | A   | Albânia          | 3   | 3 | 1 | 0 | 2 | 1  | 3  | −2 | Eliminado                        |

## Fase final

### Esquema da fase eliminatória
|  | Oitavas de final            | Oitavas de final         |                           |       | Quartas de final | Quartas de final |  |  | Semifinais | Semifinais |  |  | Final | Final |
|  |                             |                          |                           |       |                  |                  |  |  |            |            |  |  |       |       |
|  | 25 de junho – Saint-Étienne |                          |                           |       |                  |                  |  |  |            |            |  |  |       |       |
|  |                             |                          |                           |       |                  |                  |  |  |            |            |  |  |       |       |
|  | Suíça                       | 1 (4)                    |                           |       |                  |                  |  |  |            |            |  |  |       |       |
|  | Suíça                       | 1 (4)                    | 30 de junho – Marselha    |       |                  |                  |  |  |            |            |  |  |       |       |
|  | Polónia (pen)               | 1 (5)                    |                           |       |                  |                  |  |  |            |            |  |  |       |       |
|  | Polónia (pen)               | 1 (5)                    | Polónia                   | 1 (3) |                  |                  |  |  |            |            |  |  |       |       |
|  | 25 de junho – Lens          |                          | Polónia                   | 1 (3) |                  |                  |  |  |            |            |  |  |       |       |
|  |                             | Portugal (pen)           | 1 (5)                     |       |                  |                  |  |  |            |            |  |  |       |       |
|  | Croácia                     | Portugal (pen)           | 1 (5)                     | 0     |                  |                  |  |  |            |            |  |  |       |       |
|  | Croácia                     |                          | 6 de julho – Lyon         | 0     |                  |                  |  |  |            |            |  |  |       |       |
|  | Portugal (pro)              | 1                        |                           |       |                  |                  |  |  |            |            |  |  |       |       |
|  | Portugal (pro)              | 1                        | Portugal                  | 2     |                  |                  |  |  |            |            |  |  |       |       |
|  | 25 de junho – Paris         |                          | Portugal                  | 2     |                  |                  |  |  |            |            |  |  |       |       |
|  |                             | País de Gales            | 0                         |       |                  |                  |  |  |            |            |  |  |       |       |
|  | País de Gales               | País de Gales            | 0                         | 1     |                  |                  |  |  |            |            |  |  |       |       |
|  | País de Gales               | 1 de julho – Lille       |                           | 1     |                  |                  |  |  |            |            |  |  |       |       |
|  | Irlanda do Norte            | 0                        |                           |       |                  |                  |  |  |            |            |  |  |       |       |
|  | Irlanda do Norte            | 0                        | País de Gales             | 3     |                  |                  |  |  |            |            |  |  |       |       |
|  | 26 de junho – Toulouse      |                          | País de Gales             | 3     |                  |                  |  |  |            |            |  |  |       |       |
|  |                             | Bélgica                  | 1                         |       |                  |                  |  |  |            |            |  |  |       |       |
|  | Hungria                     | Bélgica                  | 1                         | 0     |                  |                  |  |  |            |            |  |  |       |       |
|  | Hungria                     |                          | 10 de julho – Saint-Denis | 0     |                  |                  |  |  |            |            |  |  |       |       |
|  | Bélgica                     | 4                        |                           |       |                  |                  |  |  |            |            |  |  |       |       |
|  | Bélgica                     | 4                        | Portugal (pro)            | 1     |                  |                  |  |  |            |            |  |  |       |       |
|  | 26 de junho – Lille         |                          | Portugal (pro)            | 1     |                  |                  |  |  |            |            |  |  |       |       |
|  |                             | França                   | 0                         |       |                  |                  |  |  |            |            |  |  |       |       |
|  | Alemanha                    | França                   | 0                         | 3     |                  |                  |  |  |            |            |  |  |       |       |
|  | Alemanha                    | 2 de julho – Bordeaux    |                           | 3     |                  |                  |  |  |            |            |  |  |       |       |
|  | Eslováquia                  | 0                        |                           |       |                  |                  |  |  |            |            |  |  |       |       |
|  | Eslováquia                  | 0                        | Alemanha (pen)            | 1 (6) |                  |                  |  |  |            |            |  |  |       |       |
|  | 27 de junho – Saint-Denis   |                          | Alemanha (pen)            | 1 (6) |                  |                  |  |  |            |            |  |  |       |       |
|  |                             | Itália                   | 1 (5)                     |       |                  |                  |  |  |            |            |  |  |       |       |
|  | Itália                      | Itália                   | 1 (5)                     | 2     |                  |                  |  |  |            |            |  |  |       |       |
|  | Itália                      |                          | 7 de julho – Marselha     | 2     |                  |                  |  |  |            |            |  |  |       |       |
|  | Espanha                     | 0                        |                           |       |                  |                  |  |  |            |            |  |  |       |       |
|  | Espanha                     | 0                        | Alemanha                  | 0     |                  |                  |  |  |            |            |  |  |       |       |
|  | 26 de junho – Lyon          |                          | Alemanha                  | 0     |                  |                  |  |  |            |            |  |  |       |       |
|  |                             | França                   | 2                         |       |                  |                  |  |  |            |            |  |  |       |       |
|  | França                      | França                   | 2                         | 2     |                  |                  |  |  |            |            |  |  |       |       |
|  | França                      | 3 de julho – Saint-Denis |                           | 2     |                  |                  |  |  |            |            |  |  |       |       |
|  | Irlanda                     | 1                        |                           |       |                  |                  |  |  |            |            |  |  |       |       |
|  | Irlanda                     | 1                        | França                    | 5     |                  |                  |  |  |            |            |  |  |       |       |
|  | 27 de junho – Nice          |                          | França                    | 5     |                  |                  |  |  |            |            |  |  |       |       |
|  |                             | Islândia                 | 2                         |       |                  |                  |  |  |            |            |  |  |       |       |
|  | Inglaterra                  | Islândia                 | 2                         | 1     |                  |                  |  |  |            |            |  |  |       |       |
|  | Inglaterra                  |                          |                           | 1     |                  |                  |  |  |            |            |  |  |       |       |
|  | Islândia                    | 2                        |                           |       |                  |                  |  |  |            |            |  |  |       |       |
|  | Islândia                    | 2                        |                           |       |                  |                  |  |  |            |            |  |  |       |       |

### Oitavas de final
| 25 de junho | Suíça       | 1 – 1 (pro) | Polónia            | Stade Geoffroy-Guichard, Saint-Étienne        |
| 15:00       | Shaqiri 82' | Relatório   | Błaszczykowski 39' | Público: 38 842 Árbitro: ENG Mark Clattenburg |

|                                            |       | Penalidades                                      |  |
| Lichtsteiner Xhaka Shaqiri Schär Rodríguez | 4 – 5 | Lewandowski Milik Glik Błaszczykowski Krychowiak |  |

| 25 de junho | País de Gales      | 1 – 0     | Irlanda do Norte | Parc des Princes, Paris                      |
| 18:00       | McAuley 75' (g.c.) | Relatório |                  | Público: 44 342 Árbitro: ENG Martin Atkinson |

| 25 de junho | Croácia | 0 – 1 (pro) | Portugal      | Stade Félix-Bollaert, Lens                           |
| 21:00       |         | Relatório   | Quaresma 117' | Público: 33 523 Árbitro: ESP Carlos Velasco Carballo |

| 26 de junho | França             | 2 – 1     | Irlanda        | Parc Olympique Lyonnais, Lyon               |
| 15:00       | Griezmann 58', 61' | Relatório | Brady 2' (pen) | Público: 56 279 Árbitro: ITA Nicola Rizzoli |

| 26 de junho | Alemanha                             | 3 – 0     | Eslováquia | Stade Pierre-Mauroy, Lille                    |
| 18:00       | Boateng 8' · Gómez 43' · Draxler 63' | Relatório |            | Público: 44 312 Árbitro: POL Szymon Marciniak |

| 26 de junho | Hungria | 0 – 4     | Bélgica                                                        | Stadium Municipal, Toulouse                |
| 21:00       |         | Relatório | Alderweireld 10' · Batshuayi 78' · Hazard 80' · Carrasco 90+1' | Público: 38 921 Árbitro: SRB Milorad Mažić |

| 27 de junho | Itália                      | 2 – 0     | Espanha | Stade de France, Saint Denis              |
| 18:00       | Chiellini 33' · Pellè 90+1' | Relatório |         | Público: 76 165 Árbitro: TUR Cüneyt Çakır |

| 27 de junho | Inglaterra      | 1 – 2     | Islândia                          | Allianz Riviera, Nice                      |
| 21:00       | Rooney 4' (pen) | Relatório | R. Sigurðsson 6' · Sigþórsson 18' | Público: 33 901 Árbitro: SVN Damir Skomina |

### Quartos de final
| 30 de junho | Polónia        | 1 – 1 (pro) | Portugal    | Stade Vélodrome, Marselha                |
| 21:00       | Lewandowski 2' | Relatório   | Sanches 33' | Público: 62 940 Árbitro: GER Felix Brych |

|                                       |       | Penalidades                            |  |
| Lewandowski Milik Glik Błaszczykowski | 3 – 5 | Ronaldo Sanches Moutinho Nani Quaresma |  |

| 1 de julho | País de Gales                                 | 3 – 1     | Bélgica        | Stade Pierre-Mauroy, Lille                 |
| 21:00      | A. Williams 31' · Robson-Kanu 55' · Vokes 86' | Relatório | Nainggolan 13' | Público: 45 936 Árbitro: SVN Damir Skomina |

| 2 de julho | Alemanha | 1 – 1 (pro) | Itália            | Estádio Matmut Atlantique, Bordeaux        |
| 21:00      | Özil 65' | Relatório   | Bonucci 78' (pen) | Público: 38 764 Árbitro: HUN Viktor Kassai |

|                                                                         |       | Penalidades                                                               |  |
| Kroos Müller Özil Draxler Schweinsteiger Hummels Kimmich Boateng Hector | 6 – 5 | Insigne Zaza Barzagli Pellè Bonucci Giaccherini Parolo De Sciglio Darmian |  |

| 3 de julho | França                                                  | 5 – 2     | Islândia                          | Stade de France, Saint Denis               |
| 21:00      | Giroud 12', 59' · Pogba 20' · Payet 43' · Griezmann 45' | Relatório | Sigþórsson 56' · B. Bjarnason 84' | Público: 76 833 Árbitro: NED Björn Kuipers |

### Semifinais
| 6 de julho | Portugal               | 2 – 0     | País de Gales | Parc Olympique Lyonnais, Lyon               |
| 21:00      | Ronaldo 50' · Nani 53' | Relatório |               | Público: 55 679 Árbitro: SWE Jonas Eriksson |

| 7 de julho | Alemanha | 0 – 2     | França                     | Stade Vélodrome, Marselha                   |
| 21:00      |          | Relatório | Griezmann 45+2' (pen), 72' | Público: 64 078 Árbitro: ITA Nicola Rizzoli |

### Final
| 10 de julho | Portugal  | 1 – 0 (pro) | França | Stade de France, Saint-Denis                  |
| 21:00       | Éder 109' | Relatório   |        | Público: 75 868 Árbitro: ENG Mark Clattenburg |

## Premiação
| Campeonato Europeu de Futebol de 2016 |
| Portugal                              |
| ------------------------------------- |
| Portugal Campeão (1° título)          |

| Prêmio Bota de Ouro       | Prêmio Bota de Prata  | Prêmio Bota de Bronze |
| ------------------------- | --------------------- | --------------------- |
| FRA Antoine Griezmann     | POR Cristiano Ronaldo | FRA Olivier Giroud    |
| Melhor Jogador do Torneio |                       |                       |
| FRA Antoine Griezmann     |                       |                       |
| Jovem Jogador do Torneio  |                       |                       |
| POR Renato Sanches        |                       |                       |

### Equipe do torneio
| Guarda Redes | Defensores                                           | Meias                                                             | Atacantes         |
| ------------ | ---------------------------------------------------- | ----------------------------------------------------------------- | ----------------- |
| Rui Patrício | Joshua Kimmich Jérôme Boateng Pepe Raphaël Guerreiro | Toni Kroos Joe Allen Antoine Griezmann Aaron Ramsey Dimitri Payet | Cristiano Ronaldo |

## Estatísticas
Atualizado até 10 de julho de 2016

### Artilharia
6 gols (1)
- FRA Antoine Griezmann

3 gols (6)
| - ESP Álvaro Morata - FRA Dimitri Payet | - FRA Olivier Giroud - POR Cristiano Ronaldo | - POR Nani - WAL Gareth Bale |

2 gols (12)
| - BEL Radja Nainggolan - BEL Romelu Lukaku - CRO Ivan Perišić - GER Mario Gómez | - HUN Balázs Dzsudzsák - IRL Robert Brady - ISL Birkir Bjarnason - ISL Kolbeinn Sigþórsson | - ITA Graziano Pellè - POL Jakub Błaszczykowski - ROU Bogdan Stancu - WAL Hal Robson-Kanu |

1 gol (57)
| - ALB Armando Sadiku - AUT Alessandro Schöpf - BEL Axel Witsel - BEL Eden Hazard - BEL Michy Batshuayi - BEL Toby Alderweireld - BEL Yannick Ferreira Carrasco - CRO Ivan Rakitić - CRO Luka Modrić - CRO Nikola Kalinić - CZE Milan Škoda - CZE Tomáš Necid - ENG Daniel Sturridge - ENG Eric Dier - ENG Jamie Vardy - ENG Wayne Rooney - ESP Gerard Piqué - ESP Nolito - FRA Paul Pogba | - GER Bastian Schweinsteiger - GER Jérôme Boateng - GER Julian Draxler - GER Mesut Özil - GER Shkodran Mustafi - HUN Ádám Szalai - HUN Zoltán Gera - HUN Zoltán Stieber - IRL Wes Hoolahan - ISL Arnór Ingvi Traustason - ISL Gylfi Sigurdsson - ISL Jón Daði Böðvarsson - ISL Ragnar Sigurðsson - ITA Éder - ITA Emanuele Giaccherini - ITA Giorgio Chiellini - ITA Leonardo Bonucci - NIR Gareth McAuley - NIR Niall McGinn | - POL Arkadiusz Milik - POL Robert Lewandowski - POR Éder - POR Renato Sanches - POR Ricardo Quaresma - RUS Denis Glushakov - RUS Vasiliy Berezutskiy - SUI Admir Mehmedi - SUI Fabian Schär - SUI Xherdan Shaqiri - SVK Marek Hamšík - SVK Ondrej Duda - SVK Vladimír Weiss - TUR Burak Yılmaz - TUR Ozan Tufan - WAL Aaron Ramsey - WAL Ashley Williams - WAL Neil Taylor - WAL Sam Vokes |

Gols contra (3)
| - IRL Ciaran Clark (para a Suécia) | - ISL Birkir Sævarsson (para a Hungria) | - NIR Gareth McAuley (para o País de Gales) |

### Homem do Jogo
| Grupo A - França–Romênia: Dimitri Payet - Albânia–Suíça: Xherdan Shaqiri - Romênia–Suíça: Granit Xhaka - França–Albânia: Dimitri Payet - Romênia–Albânia: Arlind Ajeti - Suíça–França: Yann Sommer Grupo B - País de Gales–Eslováquia: Joe Allen - Inglaterra–Rússia: Eric Dier - Rússia–Eslováquia: Marek Hamšík - Inglaterra–País de Gales: Joe Allen - Rússia–País de Gales: Aaron Ramsey - Eslováquia–Inglaterra: Matúš Kozáčik Grupo C - Polônia–Irlanda do Norte: Grzegorz Krychowiak - Alemanha–Ucrânia: Toni Kroos - Ucrânia–Irlanda do Norte: Gareth McAuley - Alemanha–Polônia: Jérôme Boateng - Ucrânia–Polônia: Ruslan Rotan - Irlanda do Norte–Alemanha: Mesut Özil | Grupo D - Turquia–Croácia: Luka Modrić - Espanha–República Tcheca: Andrés Iniesta - República Tcheca–Croácia: Ivan Rakitić - Espanha–Turquia: Andrés Iniesta - República Tcheca–Turquia: Burak Yılmaz - Croácia–Espanha: Ivan Perišić Grupo E - Irlanda–Suécia: Wes Hoolahan - Bélgica–Itália: Emanuele Giaccherini - Itália–Suécia: Éder - Bélgica–Irlanda: Axel Witsel - Itália–Irlanda: Robert Brady - Suécia–Bélgica: Eden Hazard Grupo F - Áustria–Hungria: László Kleinheisler - Portugal–Islândia: Nani - Islândia–Hungria: Kolbeinn Sigþórsson - Portugal–Áustria: João Moutinho - Islândia–Áustria: Kári Árnason - Hungria–Portugal: Cristiano Ronaldo | Oitavas de final - Suiça–Polônia: Xherdan Shaqiri - Croácia–Portugal: Renato Sanches - País de Gales–Irlanda do Norte: Gareth Bale - Hungria–Bélgica: Eden Hazard - Alemanha–Eslováquia: Julian Draxler - Itália–Espanha: Leonardo Bonucci - França–Irlanda: Antoine Griezmann - Inglaterra–Islândia: Ragnar Sigurðsson Quartas de final - Polônia–Portugal: Renato Sanches - País de Gales–Bélgica: Hal Robson-Kanu - Alemanha–Itália: Manuel Neuer - França–Islândia: Olivier Giroud Semifinais - Portugal–País de Gales: Cristiano Ronaldo - Alemanha–França: Antoine Griezmann Final - Portugal–França: Pepe |

## Maiores públicos
| Nº | Público | Seleção  | Placar        | Seleção  | Estádio         | Data        | Fase             | Ref.   |
| -- | ------- | -------- | ------------- | -------- | --------------- | ----------- | ---------------- | ------ |
| 1  | 76 833  | França   | 5–2           | Islândia | Stade de France | 3 de julho  | Quartos de final | [ 31 ] |
| 2  | 76 165  | Itália   | 2–0           | Espanha  | Stade de France | 27 de junho | Oitavos de final | [ 32 ] |
| 3  | 75 868  | Portugal | 1–0 (pro)     | França   | Stade de France | 10 de julho | Final            | [ 33 ] |
| 4  | 75 113  | França   | 2–1           | Romênia  | Stade de France | 10 de junho | Grupo A          | [ 34 ] |
| 5  | 73 648  | Alemanha | 0–0           | Polónia  | Stade de France | 16 de junho | Grupo C          | [ 35 ] |
| 6  | 73 419  | Irlanda  | 1–1           | Suécia   | Stade de France | 13 de junho | Grupo E          | [ 36 ] |
| 7  | 68 714  | Islândia | 2–1           | Áustria  | Stade de France | 22 de junho | Grupo F          | [ 37 ] |
| 8  | 64 078  | Alemanha | 0–2           | França   | Stade Vélodrome | 7 de julho  | Semifinal        | [ 38 ] |
| 9  | 63 670  | França   | 2–0           | Albânia  | Stade Vélodrome | 15 de junho | Grupo A          | [ 39 ] |
| 10 | 62 940  | Polónia  | 1–1 (3–5 pen) | Portugal | Stade Vélodrome | 30 de junho | Quartos de final | [ 40 ] |

## Menores públicos
| Nº | Público | Seleção    | Placar    | Seleção          | Estádio              | Data        | Fase             | Ref.   |
| -- | ------- | ---------- | --------- | ---------------- | -------------------- | ----------- | ---------------- | ------ |
| 1  | 28 840  | Rússia     | 0–3       | País de Gales    | Stadium Municipal    | 20 de junho | Grupo B          | [ 41 ] |
| 2  | 29 400  | Espanha    | 1–0       | Tchéquia         | Stadium Municipal    | 13 de junho | Grupo D          | [ 42 ] |
| 3  | 29 600  | Itália     | 1–0       | Suécia           | Stadium Municipal    | 17 de junho | Grupo E          | [ 43 ] |
| 4  | 32 836  | Tchéquia   | 0–2       | Turquia          | Stade Félix-Bollaert | 21 de junho | Grupo D          | [ 44 ] |
| 5  | 33 409  | Espanha    | 3–0       | Turquia          | Allianz Riviera      | 17 de junho | Grupo D          | [ 45 ] |
| 6  | 33 523  | Croácia    | 0–1 (pro) | Portugal         | Stade Félix-Bollaert | 25 de junho | Oitavos de final | [ 46 ] |
| 7  | 33 742  | Polónia    | 1–0       | Irlanda do Norte | Allianz Riviera      | 12 de junho | Grupo C          | [ 47 ] |
| 8  | 33 805  | Albânia    | 0–1       | Suíça            | Stade Félix-Bollaert | 11 de junho | Grupo A          | [ 48 ] |
| 9  | 33 901  | Inglaterra | 1–2       | Islândia         | Allianz Riviera      | 27 de junho | Oitavos de final | [ 49 ] |
| 10 | 34 011  | Suécia     | 0–1       | Bélgica          | Allianz Riviera      | 22 de junho | Grupo E          | [ 50 ] |

## Classificação final
A classificação final é determinada através da fase em que a seleção alcançou e a sua pontuação, levando em conta os critérios de desempate e os resultados dos jogos. Para estatísticas, partidas decididas na prorrogação são contadas como vitória ou derrota e partidas decididas em disputa por pênaltis são contadas como empate.
| Pos.                            | Seleção          | Gr | Pts | J | V | E | D | GP | GC | SG |
| ------------------------------- | ---------------- | -- | --- | - | - | - | - | -- | -- | -- |
| Final                           |                  |    |     |   |   |   |   |    |    |    |
| 1                               | Portugal         | F  | 13  | 7 | 3 | 4 | 0 | 9  | 5  | +4 |
| 2                               | França           | A  | 16  | 7 | 5 | 1 | 1 | 13 | 5  | +8 |
| Eliminados nas semifinais       |                  |    |     |   |   |   |   |    |    |    |
| 3                               | País de Gales    | B  | 12  | 6 | 4 | 0 | 2 | 10 | 6  | +4 |
| 4                               | Alemanha         | C  | 11  | 6 | 3 | 2 | 1 | 7  | 3  | +4 |
| Eliminados nos quartos de final |                  |    |     |   |   |   |   |    |    |    |
| 5                               | Itália           | E  | 10  | 5 | 3 | 1 | 1 | 6  | 2  | +4 |
| 6                               | Bélgica          | E  | 9   | 5 | 3 | 0 | 2 | 9  | 5  | +4 |
| 7                               | Polónia          | C  | 9   | 5 | 2 | 3 | 0 | 4  | 2  | +2 |
| 8                               | Islândia         | F  | 8   | 5 | 2 | 2 | 1 | 8  | 9  | –1 |
| Eliminados nos oitavos de final |                  |    |     |   |   |   |   |    |    |    |
| 9                               | Croácia          | D  | 7   | 4 | 2 | 1 | 1 | 5  | 4  | +1 |
| 10                              | Espanha          | D  | 6   | 4 | 2 | 0 | 2 | 5  | 4  | +1 |
| 11                              | Suíça            | A  | 6   | 4 | 1 | 3 | 0 | 3  | 2  | +1 |
| 12                              | Inglaterra       | B  | 5   | 4 | 1 | 2 | 1 | 4  | 4  | 0  |
| 13                              | Hungria          | F  | 5   | 4 | 1 | 2 | 1 | 6  | 8  | –2 |
| 14                              | Eslováquia       | B  | 4   | 4 | 1 | 1 | 2 | 3  | 6  | –3 |
| 15                              | Irlanda          | E  | 4   | 4 | 1 | 1 | 2 | 3  | 6  | –3 |
| 16                              | Irlanda do Norte | C  | 3   | 4 | 1 | 0 | 3 | 2  | 3  | –1 |
| Eliminados na fase de grupos    |                  |    |     |   |   |   |   |    |    |    |
| 17                              | Turquia          | D  | 3   | 3 | 1 | 0 | 2 | 2  | 4  | –2 |
| 18                              | Albânia          | A  | 3   | 3 | 1 | 0 | 2 | 1  | 3  | –2 |
| 19                              | Romênia          | A  | 1   | 3 | 0 | 1 | 2 | 2  | 4  | –2 |
| 20                              | Suécia           | E  | 1   | 3 | 0 | 1 | 2 | 1  | 3  | –2 |
| 21                              | Tchéquia         | D  | 1   | 3 | 0 | 1 | 2 | 2  | 5  | –3 |
| 22                              | Áustria          | F  | 1   | 3 | 0 | 1 | 2 | 1  | 4  | –3 |
| 23                              | Rússia           | B  | 1   | 3 | 0 | 1 | 2 | 2  | 6  | –4 |
| 24                              | Ucrânia          | C  | 0   | 3 | 0 | 0 | 3 | 0  | 5  | –5 |

## Controvérsias

### Segurança
Após os ataques em Paris em 13 de novembro de 2015, incluindo um em que o alvo pretendido era um jogo no Stade de France, controvérsias sobre a segurança dos jogadores e turistas durante o torneio surgiram. Noël Le Graët, presidente da Federação Francesa de Futebol, explicou que a preocupação com a segurança aumentou após os ataques. Ele afirmou: "Já havia uma preocupação com as Euros, agora é obviamente muito maior. Vamos continuar a fazer tudo o que pudermos para que a segurança seja garantida, apesar de todos os riscos que isso implica. Eu sei que todo mundo está atento. Obviamente isso significa que agora haverá ainda mais vigilantes. Mas é uma preocupação permanente para a Federação e o Estado [francês]".

### Hooliganismo
Um dia antes do torneio, aconteceram vários conflitos entre os jovens locais e torcedores ingleses em Marselha; a polícia dispersou os jovens locais com gás lacrimogêneo. Em 10 de junho, os fãs ingleses em Marselha entraram em confronto com a polícia. Seis torcedores foram presos mais tarde e condenados à prisão. Em 11 de junho, confrontos violentos eclodiram nas ruas da mesma cidade antes e depois do jogo do Grupo B entre Inglaterra e Rússia, que terminou empatado em um a um. Foi relatado que um fã inglês estava em estado crítico no hospital, enquanto dezenas de outros ficaram feridos nos confrontos. Em 14 de junho, foi dada a equipe russa uma desqualificação suspensa e multa de 150.000 euros, e advertiu que se a violência continuasse, resultaria em sua remoção do torneio. Além disso, 50 fãs russos foram deportados. A violência entre fãs ingleses e russos aconteceu novamente em Lille, onde um total de 36 fãs foram presos e 16 pessoas foram hospitalizadas.
No final da partida entre República Checa e Croácia pelo Grupo D, sinalizadores foram jogados no campo de onde torcedores croatas estavam. A partida foi interrompida por vários minutos, enquanto eles eram retirados. Também houve confronto entre os croatas. Mais tarde, naquele mesmo dia, houve violência envolvendo adeptos turcos após a derrota da Turquia para a Espanha. Como resultado destes incidentes e problemas anteriores após as primeiras partidas dos países, a UEFA lançou procedimentos oficiais contra as federações croata e turca.